# 文莱县份
汶萊行政區劃包括如下4個縣（也译作区）（含首府）：
1. 馬來奕縣（马来奕）
2. 汶萊摩拉縣（斯里巴加湾市）
3. 淡武廊縣（邦阿）
4. 都東縣（北干都東）

## 外部連結
- Districts of Brunei on Statoids.com （页面存档备份，存于）